# Chrysis lanceolata
Chrysis lanceolata (лат.) — вид ос-блестянок рода Chrysis из подсемейства Chrysidinae.

## Распространение
Западная Палеарктика. Вид известен из Греции (материк, Крит), Кипра, Крыма, Венгрии, Италии (материк и Сардиния), России (Юг и Урал), Румынии, Словакии, Франции (Корсика), Хорватии.

## Описание
Длина тела около 4 мм. Ярко-окрашенные металлически блестящие осы. Chrysis lanceolata — единственный кипрский вид с половым диморфизмом в окраске. Самца можно узнать по зеленому цвету головы, мезосомы и тергита T1 с некоторыми золотистыми отблесками. Самка имеет типичную окраску Chrysis leachii, с голубой головой, задней частью пронотумом, метанотумом, проподеумом и задними частями тергитов T1—T2. Самца можно отличить от аналогично окрашенных видов Восточного Средиземноморья по форме генитальной капсулы с параллельными внутренними краями гонококсов, которые плавно изогнуты апикально. Самку можно отличить от аналогично окрашенных видов Восточного Средиземноморья по сильному и ланцетовидному срединному зубцу на тергите T3. Предположительно, как и близкие виды, клептопаразиты ос. Включен в состав видовой группы Chrysis leachii.